# Verzorgingsplaats Elsgeest
Verzorgingsplaats Elsgeest is een Nederlandse verzorgingsplaats, gelegen aan de zuidoostzijde van de A44 in de richting Den Haag-Burgerveen tussen afritten 7 en 6 in de gemeente Oegstgeest.
Richting Den Haag: Sassenheim
Richting Burgerveen: Elsgeest